# Остров Витте (архипелаг Норденшельда)
О́стров Ви́тте — остров архипелага Норденшельда. Административно относится к Таймырскому району Красноярского края России.

## Физико-географическое положение
Расположен в Карском море в западной части архипелага. Входит в состав островов Цивольки, находится в их крайней северо-восточной части в 3 с небольшим километрах к северу от острова Красин. Со всех сторон, кроме севера, окружён другими островами архипелага: к востоку лежит остров Силач, к югу — острова Красин и Укромный, к юго-западу — остров Ковалевского, к западу — остров Ермак. К северу от острова Витте расположен пролив Ленина. Расстояние до континентальной России составляет около 65 километров.
Остров Витте имеет округлую слегка вытянутую с запада на восток форму с небольшим заливом в южной части. Длина острова составляет около 750 метров, ширина — до 500 метров. Существенных возвышенностей и водоёмов нет. По всей территории — редкие каменистые россыпи. Берега пологие. Глубина моря у побережья острова резко увеличивается по мере отдаления от него, и уже в нескольких сотнях метров доходит до 29-33 метров. Редкая тундровая растительность острова представлена мхами, лишайниками и короткой жёсткой травой.

## Исторические сведения
Остров был впервые исследован Русской географической экспедицией в 1900—1903 гг. и назван по её итогам в честь тогдашнего министра финансов С. Ю. Витте.